# Alexei Sancov
Alexei Sancov (Tiraspol, 1999. október 15. –) moldáv úszó.

## Élete
14 esztendősen Nankingban, a 2014. évi nyári ifjúsági olimpiai játékokon, a fiú 800 méteres gyorsúszás döntőjében – 8:06.54-es időeredménnyel, a 26 fős mezőnyben – a 7. lett, míg 400 méteren csak a 16. helyen végzett a 31 fős mezőnyben.
2015 júniusában a prágai Cupa Openen olimpiai kvótát szerzett 200 méteres gyorson a 2016. évi nyári olimpiai játékokra, ahol a 47 fős mezőnyben a 34. helyen végzett, s ekkor még csak 16 éves.
2015 júliusában, a Tbilisziben megrendezett XIII. nyári európai ifjúsági olimpiai fesztivál gyorsúszás versenyszámait követően négyszer állhatott fel a dobogóra, ebből háromszor annak legfelső fokára, miután 100, 200 és 400 m gyorson az első, míg 1500 m-en a második helyen zárt.
2016-ban Hódmezővásárhelyen, a 43. Aréna junior úszó-Európa-bajnokság 200 méter gyors fináléjában – kicsivel lemaradva lengyel társa mögött – ezüstérmet szerzett. Egy évvel később Netánjában, ugyanebben a számban – junior világrekorddal (1:47,00) – aranyérmes, 100 méter gyorson pedig – Iurii Bașkatov 1988-as országos csúcsát megdöntve, 0:49,01-s időeredménnyel – ezüstérmes lett.